# Plazas de La Plata
La ciudad argentina de La Plata, capital de la Provincia de Buenos Aires desde 1882, se caracteriza por su plano proyectado ex novo por el ingeniero Pedro Benoit según un diseño simétrico inspirado por reglas academicistas e ideas higienistas heredadas del pensamiento francés, innovador a fines del siglo XIX y con gran influencia en la Argentina.
Según el trazado original de Benoit, el cuadrado perfecto en el que se proyectaron las calles y manzanas platenses está atravesado por una serie de avenidas y diagonales que se cruzan en un número de plazas que se ubican cada un promedio de seis cuadras. Las plazas son variadas en su forma, y muchas de ellas funcionan a su vez como distribuidores de tránsito al enlazar avenidas de gran importancia, garantizando el acceso a espacios públicos y verdes a todos los vecinos de la ciudad.

## Plaza Moreno
Plaza central de la ciudad, ubicada en el punto de simetría total de La Plata. Allí Dardo Rocha encabezó el acto en el cual se fundó el asentamiento. A un lado se ubica la Catedral Metropolitana, y al otro el Palacio Municipal y las Torres Gubernamentales.

Es un rectángulo de tres manzanas por dos, y se caracteriza por su amplia explanada central que permite observar sin estorbos visuales el eje marcado por la Catedral y la Municipalidad. Está delimitada por las calles 12, 14, 50 y 54.

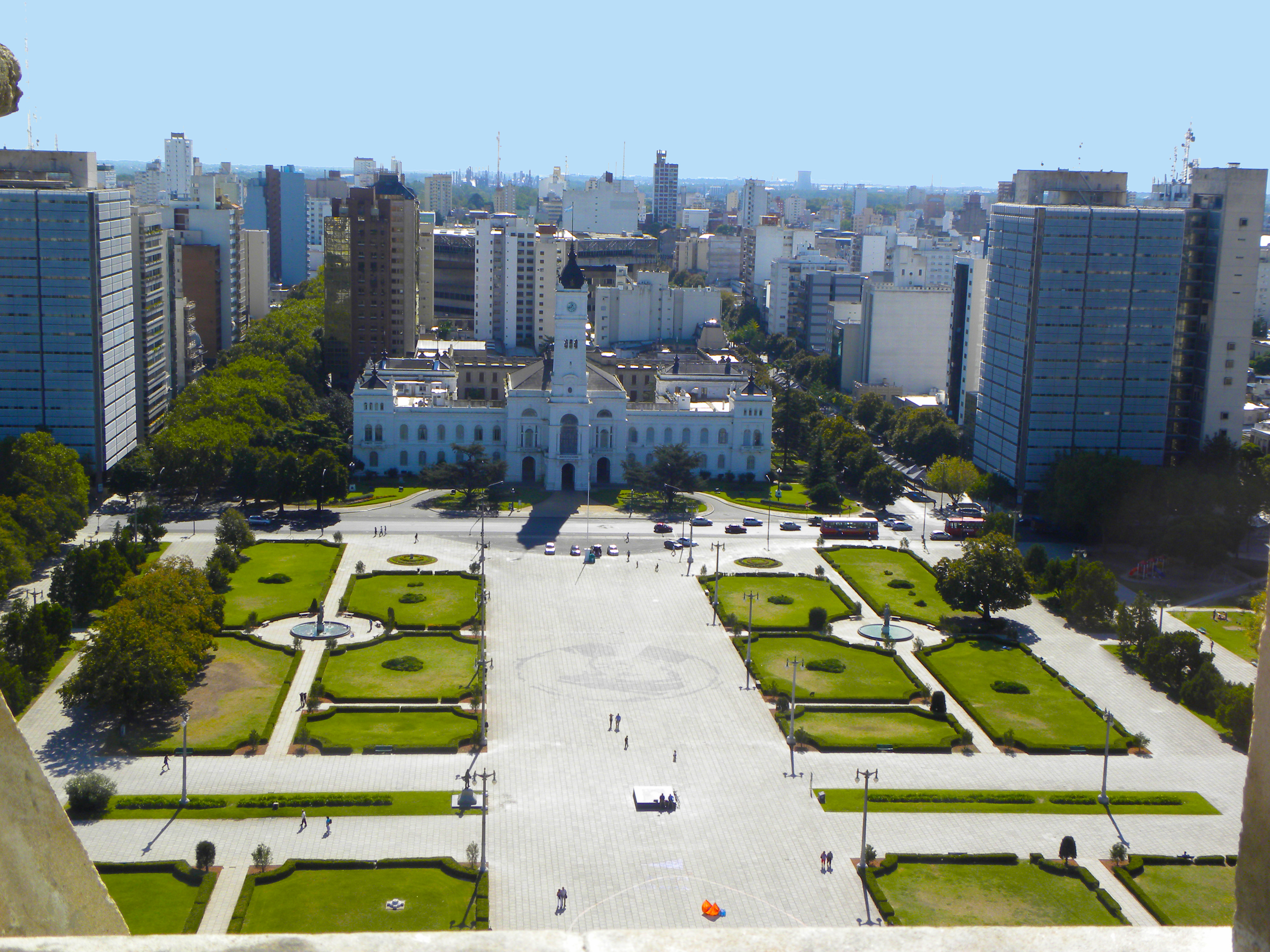
Vista panorámica de Plaza Moreno.

Lleva el nombre de Mariano Moreno; abogado, periodista, político rioplatense y uno de los principales ideólogos e impulsores de la Revolución de Mayo, quien tuvo un destacado rol como Secretario de Guerra y Gobierno de la Primera Junta que de ella resultó.

## Plaza San Martín

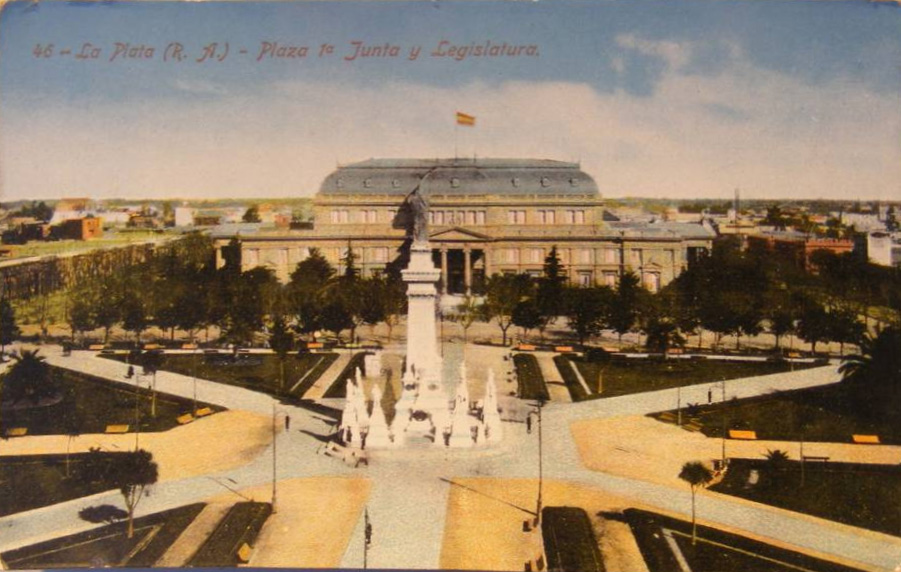
Aspecto original de la Plaza Primera Junta.

Plaza frente a la cual se ubica la Casa de Gobierno provincial, el Palacio Legislativo y la antigua Estación 19 de Noviembre, luego transformada en Pasaje Dardo Rocha, centro cultural municipal.
Originalmente debió llamarse Plaza Primera Junta, y tuvo un monumento dedicado al primer gobierno patrio, pero por cuestiones de estética criticadas a principios de siglo XX, se eligió demoler el homenaje y transformar la Plaza con su nombre actual. Es un rectángulo de tres manzanas por una, y se caracteriza por tener un cuadrado central amplio y despejado, con los árboles concentrado hacia los costados del mismo.
Lleva el nombre de José de San Martín; militar y político, conocido por ser el libertador de Argentina y Chile, además de haber proclamado e impulsado la independencia del Perú. Es una de las figuras más importantes de las guerras hispanoamericanas.

## Plaza Malvinas Argentinas (ex Islas Malvinas)

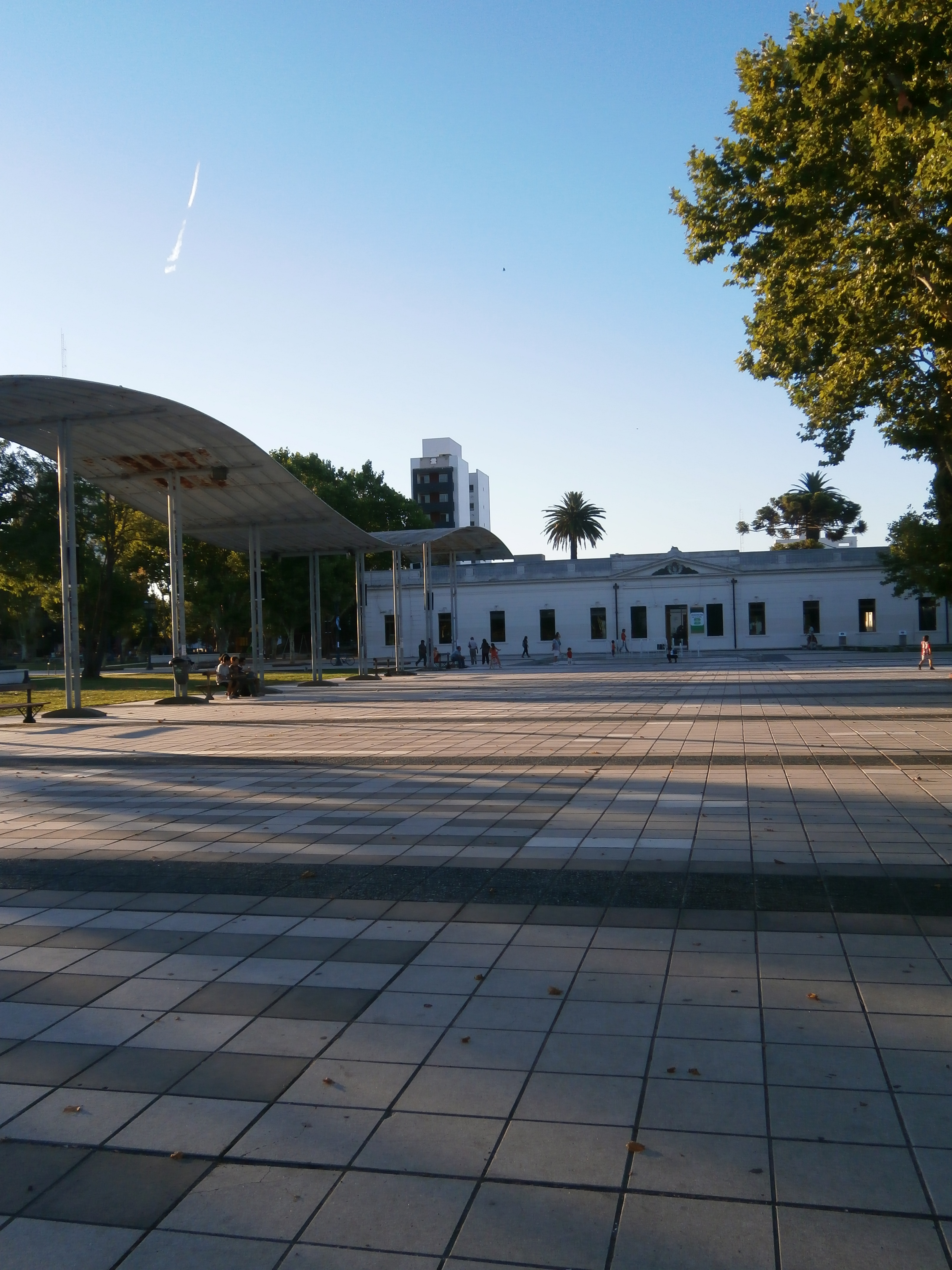
Plaza Malvinas Argentinas y su Centro Cultural

Esta plaza fue antiguamente ocupada por el Casino de Oficiales del Regimiento 7 de Infantería, perdiendo su sentido original de espacio público. En 1998, el predio fue transformado en centro cultural por el intendente Julio Alak.
Es un rectángulo de tres manzanas por una, simétrico con respecto a la Plaza San Martín, y se caracteriza por su amplia intervención urbana y su monumento moderno.

## Plaza Rivadavia

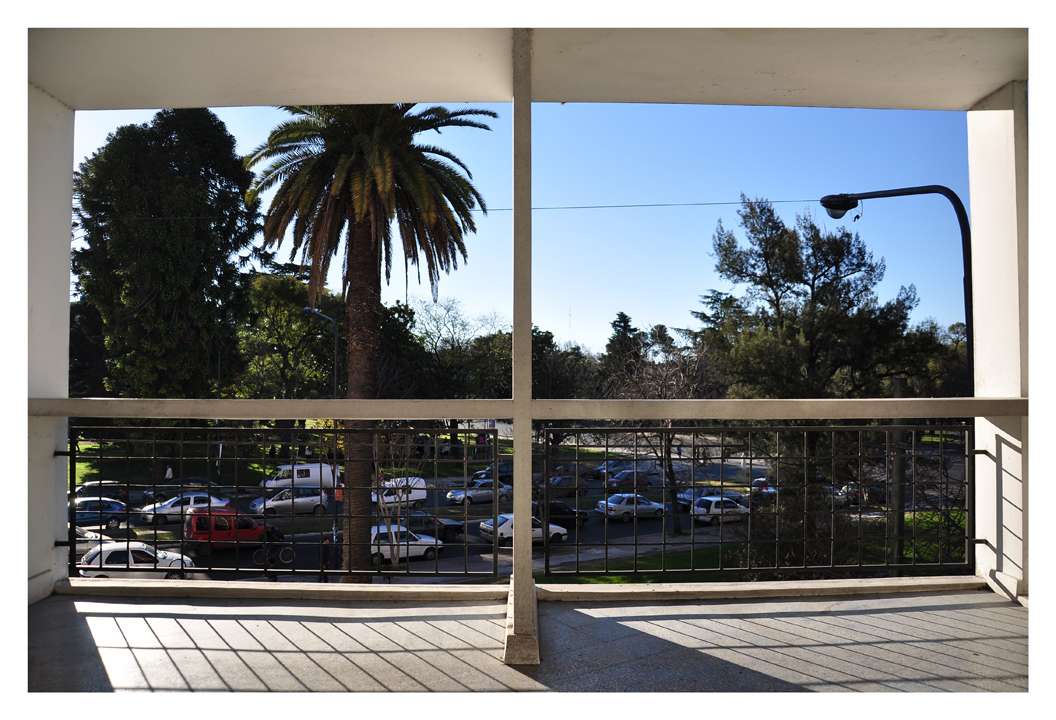
Plaza Rivadavia desde la terraza de la Casa Curutchet.

La Plaza Rivadavia funciona como “puerta de entrada” simbólica al Paseo del Bosque, principal parque público de la ciudad. Frente a ella se ubicó el Departamento de Policía platense, actual Ministerio de Seguridad provincial. También se encuentran allí el Instituto Médico Platense y la famosa Casa Curutchet, diseñada por el padre de la arquitectura moderna a nivel mundial, el suizo Le Corbusier.
Su forma es cuadrada y tiene solo una manzana de tamaño, ampliada por dos lonjas triangulares que están separadas por las Avenidas 51 y 53.
Lleva el nombre de Bernardino Rivadavia; político rioplatense y primer jefe de Estado de las Provincias Unidas del Río de la Plata, desempeñándose como presidente, cargo que ejerció entre el 8 de febrero de 1826 y el 27 de junio de 1827.

## Parque San Martín
Desde la fundación se dio en llamar parque San Martín a lo que hoy han nombrado Parque Vucetich. 
Se caracteriza por su gran tamaño y su frondoso arbolado. Tiene forma rectangular con los vértices curvados, y una superficie de seis manzanas por tres. A pesar de ello no hay sobre sus márgenes ningún edificio público ni privado de gran importancia.
Lleva el nombre de Juan Vucetich; policía de origen croata cuando era parte del Imperio Austríaco.

## Plaza Rocha

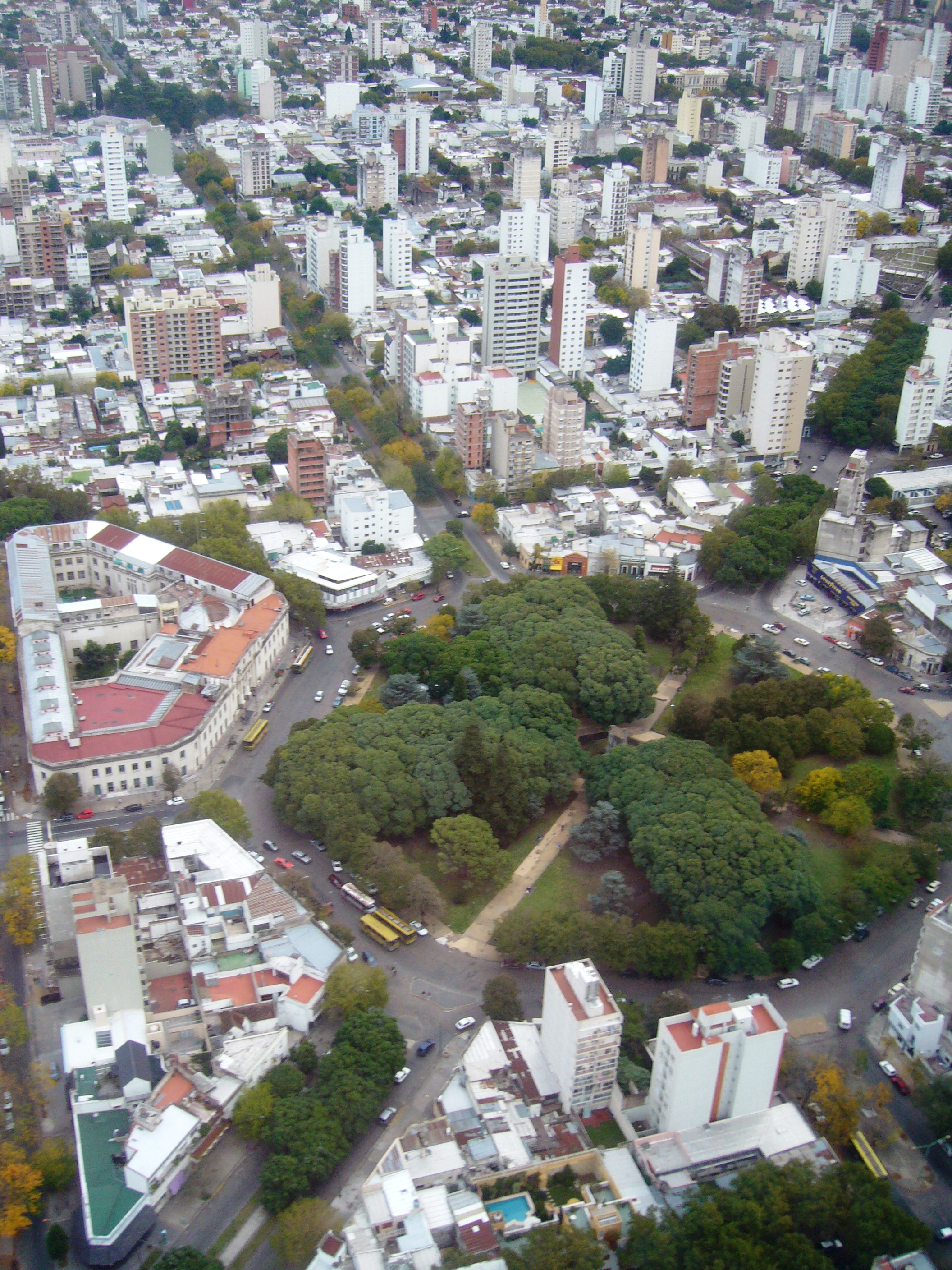
Vista aérea de la Plaza Rocha.

La Plaza Rocha es octogonal y pequeña, pero se destaca por su arbolado concentrado y por tener a su lado la Biblioteca Pública de la UNLP y la Facultad de Artes de la misma casa de estudios.
Lleva el nombre de Dardo Rocha; abogado, político, diplomático, militar, periodista y docente, fundador de las ciudades de Necochea en 1881, de La Plata, capital de la provincia de Buenos Aires, en 1882, de Coronel Vidal y Pehuajó, ambas en 1883, y de Tres Arroyos en 1884.

## Plaza Italia
Originalmente se la llamó «Plaza del Ministerio de Hacienda» por su cercanía a dicho edificio (demolido en la década de 1930). Su nombre actual se le asignó el 20 de septiembre de 1895, como homenaje a Italia en el Día de la Unificación Italiana.
En la plaza resalta el Monumento alla fratellanza, obra de los artistas Giovanola y Vecellio. El mismo es una réplica de granito de la Columna de Nelson en Trafalgar Square (Londres).
La construcción del monumento comenzó lentamente en 1898, pero al morir el rey Humberto I dos años después, se hizo una preinauguración en el año 1900.La inauguración formal llegó en 1917 con la colocación del águila de bronce en su extremo superior, obra de Abraham Giovanola, la cual que sostiene las banderas de Argentina e Italia; también se habían proyectado cuatro leones en la base, pero nunca se colocaron.

## Parque Saavedra

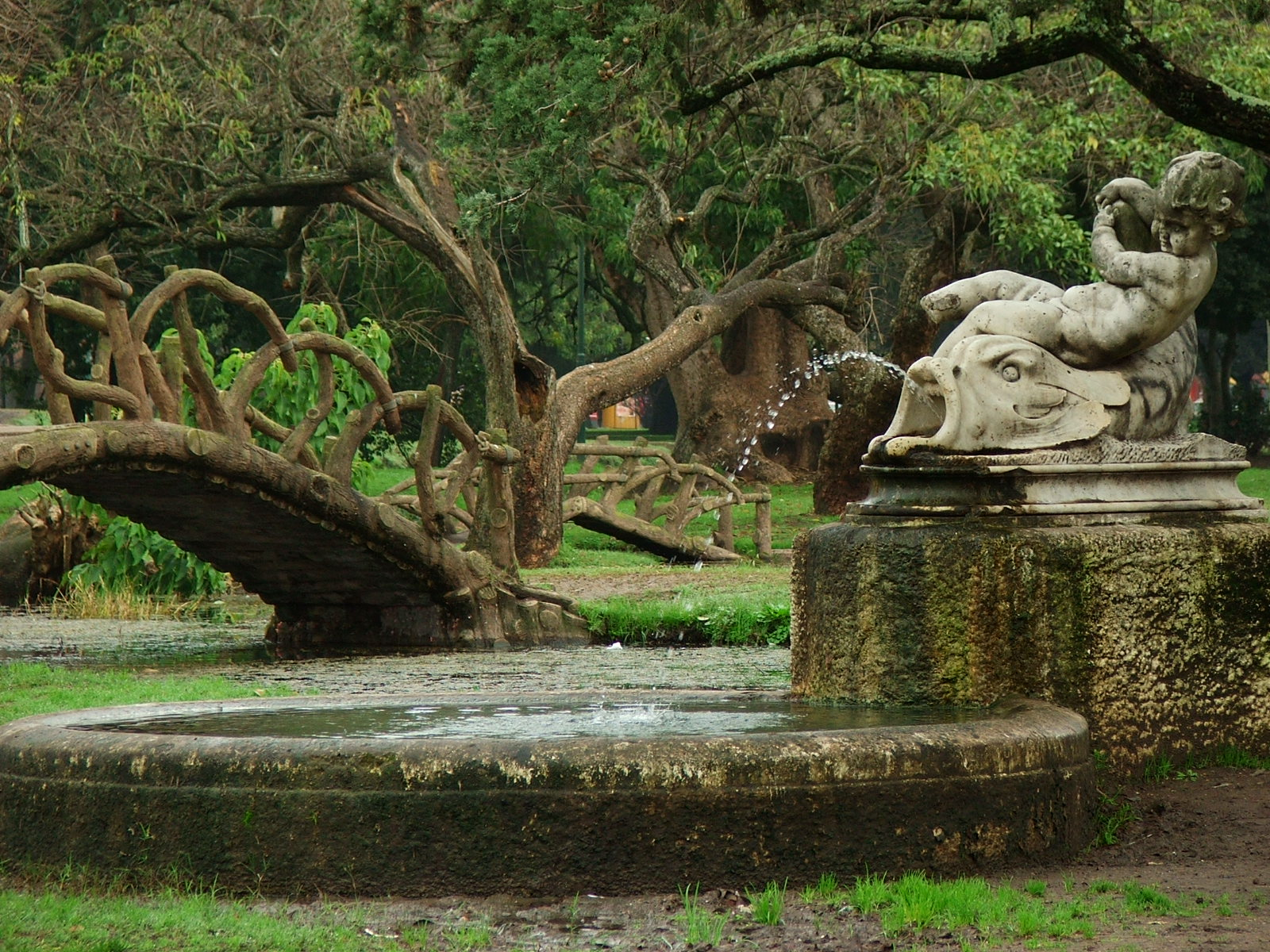
Antigua fuente en Parque Saavedra.

El Parque Saavedra es uno de los más grandes en la ciudad. Es rectangular y tiene una superficie de cuatro manzanas por dos. Tiene una arboleda frondosa y un antiguo lago con forma de riñón, mientras está virtualmente separada en dos cuadrados por una avenida central con canteros forestados.
Sobre sus bordes están el Hospital de Niños Sor María Ludovica, el Instituto Educativo Padre Castañeda, un conjunto de tres torres de vivienda pública y la Escuela N.º 11
Lleva el nombre de Cornelio Saavedra; comerciante, miembro capitular y estadista rioplatense.

## Plaza Matheu
La Plaza Matheu es pequeña y tiene forma de hexágono alargado, y se encuentra a pocos metros del Hospital Interzonal General de Agudos "General San Martín", en la zona del vértice este de la ciudad.
It is named after Domingo Matheu; a merchant, naval pilot and politician.

## Plaza España
Es una plaza cuadrada de una manzana de tamaño, pero corrida 50 metros con respecto a la cuadrícula de la ciudad, motivo por el cual quiebra las manzanas que la enmarcan con esquinas a 90.º También está atravesada por dos cortas diagonales, que se llaman 111 y 112, además de una calle perimetral que comparte el nombre “Plaza España”.
En sus bordes se encuentran el Hospital Casa Cuna, la Cruz Roja Argentina (Filial La Plata) y la Escuela N.º 65 “Bartolome Mitre”.

## Plaza Sarmiento
Tiene un planteo idéntico al de la Plaza España, con dos diagonales cortas llamadas 109 y 110.
Lleva el nombre de Domingo Faustino Sarmiento; político, escritor, docente, periodista, militar y estadista; gobernador de la provincia de San Juan entre 1862 y 1864, presidente de la Nación Argentina entre 1868 y 1874, senador nacional por su provincia entre 1874 y 1879 y Ministro del Interior en 1879.

## Parque Castelli
Es cuadrado y de mayor tamaño, ocupando cuatro manzanas de superficie. En sus bordes se encuentran el Seminario Mayor y Parroquia Ntra. Sra. de la Piedad y la Comisaría 5.ª.
Dentro del parque funciona el Centro de Jubilados “Parque Castelli”.
Lleva el nombre de Juan José Castelli; abogado y funcionario del Virreinato del Río de la Plata.

## Plaza Perón (ex Brandsen)
La Plaza Perón, denominada a partir de la Ordenanza Municipal n.º 8562, fue conocida como "Plaza Brandsen" hasta el 5 de octubre del año 1995. Es de forma romboidal, y posee dos diagonales cortas, llamadas 93 y 94.
A pocos metros se encuentran el Club Brandsen, la Iglesia Ntra. Sra. de Luján y las escuelas católicas Santa Teresa, Mater Dei y San Pío X.
Debe su nombre a Juan Domingo Perón; político, militar y escritor, tres veces presidente.

## Plaza Yrigoyen

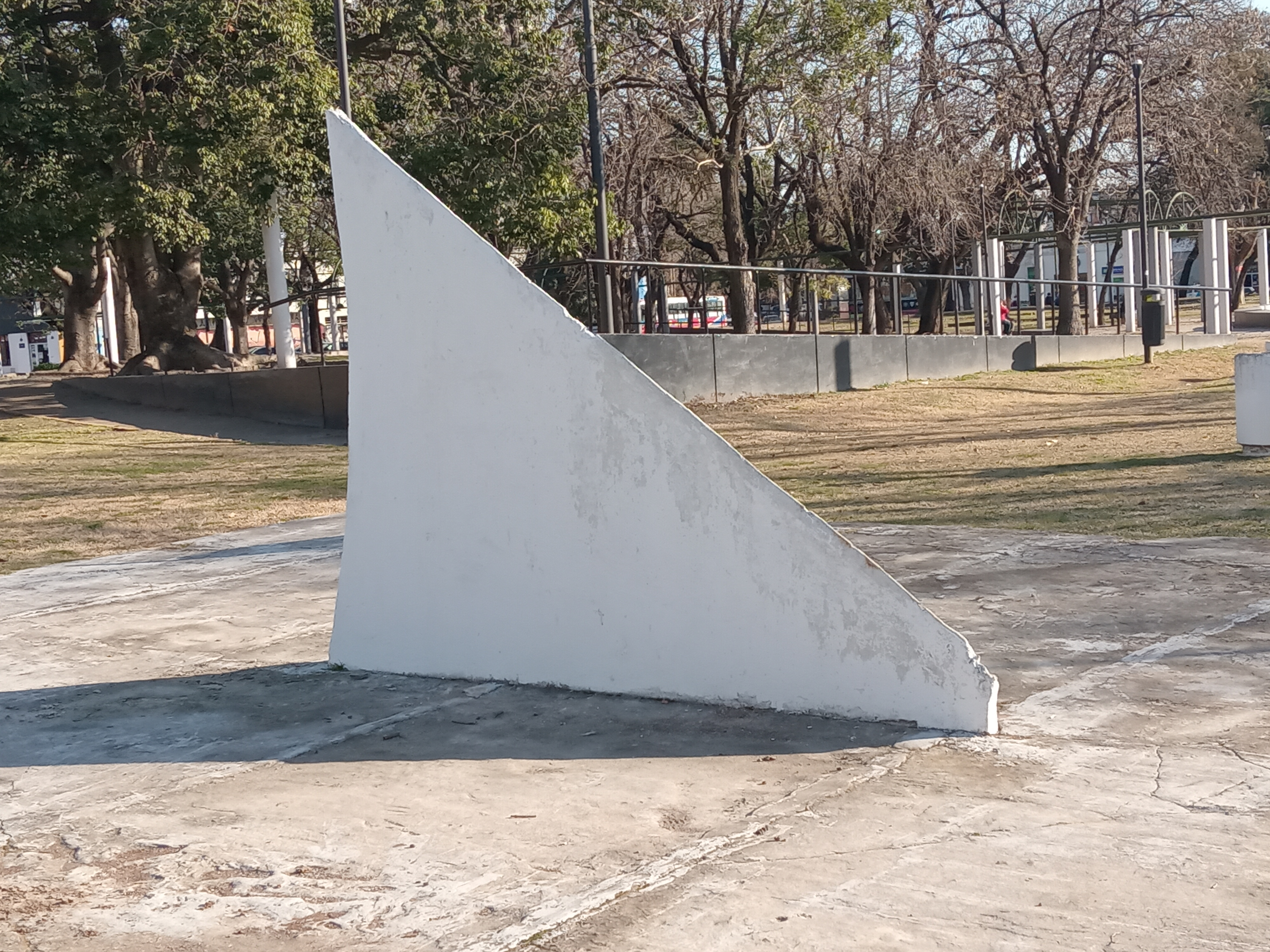
Reloj solar ubicado en Plaza Yrigoyen

Es octogonal y pequeña. En sus bordes se encuentra la Iglesia Evangélica Pentecostal “Puerta del Cielo” y su escuela. Más alejados, están la Parroquia Ntra. Sra. de Pompeya y el Colegio Monseñor Alberti.
Debe su nombre a Hipólito Yrigoyen, político y estadista, dos veces Presidente de la Nación Argentina y figura relevante dentro de la Unión Cívica Radical.

## Plaza Rosas (ex Máximo Paz)
Es romboidal y está a pocos metros del Hogar de Ancianos “Andrea Ibañez de Marín”, una de las instituciones más antiguas de la ciudad.
Se llamó “Máximo Paz” hasta el año 2002, cuando se le impuso el nombre de Juan Manuel de Rosas. En su centro está el monumento "Tambor de Tacuarí".
Debe su nombre a Juan Manuel de Rosas; militar y político que en 1829, tras derrotar al general Juan Lavalle en la Batalla de Puente de Márquez, asumió el cargo de gobernador de la provincia de Buenos Aires, convirtiéndose, entre 1835 y 1852, en el principal dirigente de la Confederación Argentina.

## Plaza Alsina
Está atravesada por la Avenida 1 y el terraplén con las vías del Ferrocarril Roca, que ingresan a la cercana Estación La Plata. Tiene forma de hexágono alargado y sobre su borde está la Escuela N.º 5 "Tomás Espora".
Debe su nombre a Adolfo Alsina y Valentín Alsina; juristas y políticos, padre e hijo.

## Plaza Olazábal
Es cuadrada y similar en su planteo a la Plaza España, ya que está corrida con respecto a la trama de la ciudad, generando quiebres en las manzanas que la limitan. También tiene dos diagonales cortas, llamadas 107 y 108, y una calle perimetral llamada “Plaza Olazábal”.
Muy cerca, están la Comisaría 2.ª y la Escuela de Educación Secundaria N.º 1 "Manuel Belgrano".
Debe su nombre a Félix de Olazabal; militar que participó en la guerra de la independencia argentina y en la guerra del Brasil.

## Plaza Belgrano
Es rectangular y ocupa dos manzanas de superficie, aunque está atravesada por la Avenida 13, que la transforma en dos cuadrados independientes.
Según el plan original de la ciudad, tenía que ser mucho más grande, en simetría con el Parque Saavedra, pero problemas de expropiaciones impidieron la construcción de la idea completa, que hubiera significado un Parque Belgrano de ocho manzanas de superficie.
Debe su nombre a Manuel Belgrano; Abogado, economista, periodista, político, diplomático y militar de destacada trayectoria en la actual Bolivia, Argentina y Paraguay durante las dos primeras décadas del siglo XIX.

## Plaza Güemes
Es simétrica en su planteo con respecto a la Plaza Sarmiento, y tiene dos diagonales cortas llamadas 105 y 106, y una calle perimetral llamada “Plaza Güemes”.
En sus bordes, se encuentran la Iglesia y gruta de Lourdes y su Colegio Ntra. Sra. de Lourdes.
Lleva el nombre de Martín Miguel de Güemes; militar y político que tuvo un destacado papel en la Guerra de la Independencia Argentina.

## Parque Alberti
Es un parque de cuatro manzanas de tamaño, simétrico con respecto a la Plaza Castelli, y tiene mucha infraestructura para el entretenimiento: juegos infantiles, una calesita y una cancha de bochas.
También está emplazado el Monumento a la Memoria. A pocos metros se encuentra el Colegio Cristo Rey.
Lleva el nombre de Manuel Alberti; sacerdote porteño, en la época en que la actual ciudad argentina formaba parte del Virreinato del Río de la Plata. Fue miembro de la Primera Junta.

## Plaza 19 de Noviembre
Tiene forma romboidal y está atravesada por las diagonales cortas llamadas 95 y 96.
Está densamente arbolada y tiene una cancha de bochas.

## Plaza Azcuénaga
Es octogonal y también tiene un denso arbolado, con un sendero principal que sigue la traza de la Diagonal 73.

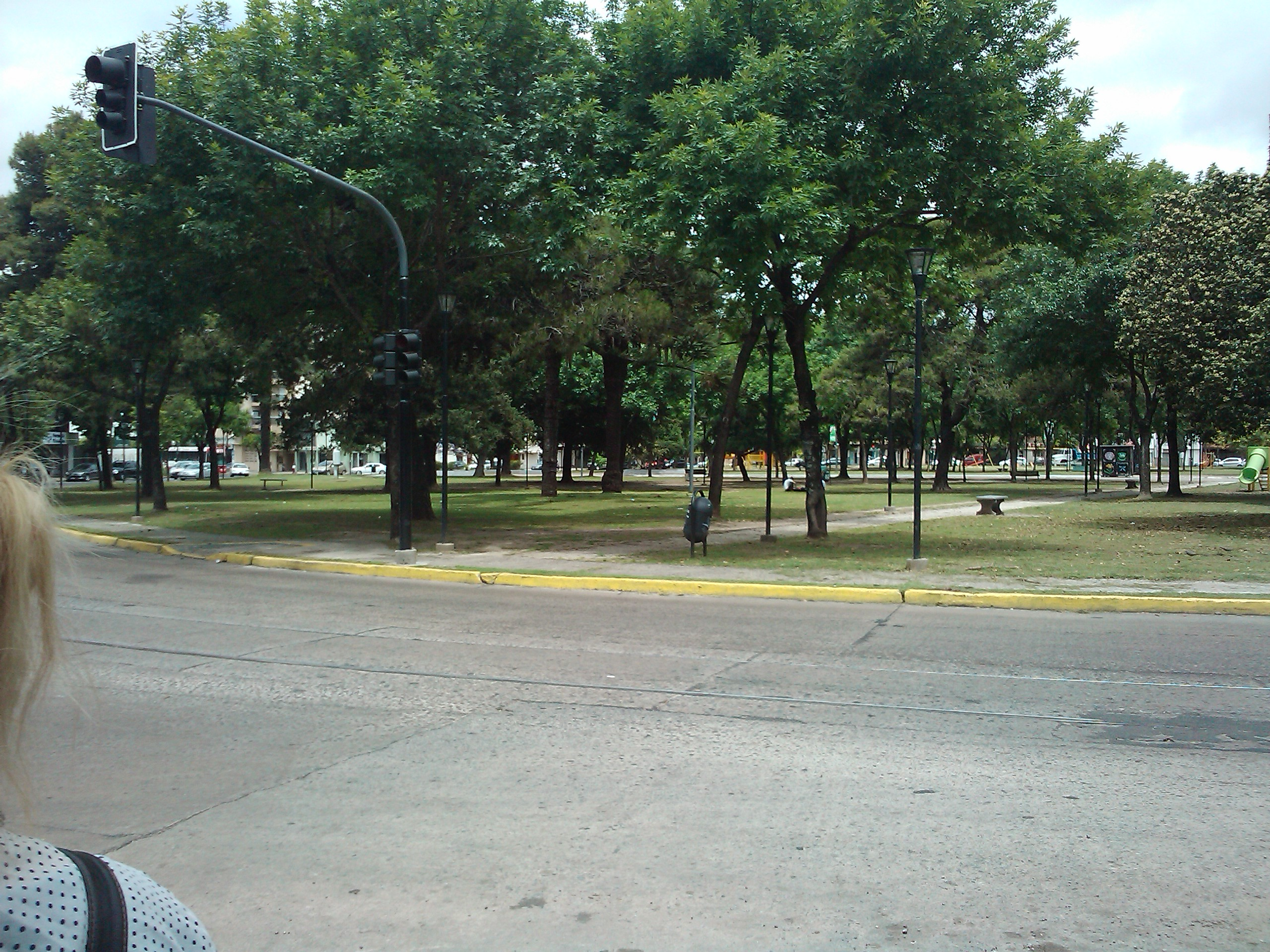
Plaza Azcuénaga, en La Plata

Es el centro de una zona de gran densidad comercial, y está rodeada por numerosos locales de distintos rubros.
Lleva el nombre de Miguel de Azcuénaga; militar y político, que se destacó como miembro de la Primera Junta de Gobierno del país y fue el primer Gobernador-Intendente de la Municipalidad de Buenos Aires, luego de la Revolución de Mayo.

## Plaza Paso
Es de forma romboidal y ha tenido un gran desarrollo inmobiliario, quedando rodeada por una gran cantidad de edificios modernos de departamentos.
Sus senderos principales siguen la traza de las Avenidas 13 y 44, dividiendo la plaza en cuatro triángulos de áreas verdes arboladas.
Lleva el nombre de Juan José Paso; doctor en Leyes y político de las Provincias Unidas del Río de la Plata, actual Argentina, que impulsó la Revolución de Mayo, argumentó jurídicamente a favor de los patriotas durante el Cabildo Abierto del 22 de mayo de 1810 y fue secretario de la Primera Junta de Gobierno, miembro del Primer y Segundo Triunvirato, diputado del Congreso de Tucumán que declaró la Independencia de la Argentina en 1816 y redactor de las constituciones nacionales de 1819 y 1826.
- Datos: Q16620341